# Bukit Agung
Bukit Agung is een bestuurslaag in het regentschap Siak van de provincie Riau, Indonesië. Bukit Agung telt 3468 inwoners (volkstelling 2010).